# Шифоновий бісквіт
Шифоновий бісквіт (англ. chiffon cake) — бісквіт з яєць, цукру та борошна з додаванням олії. Має ніжний соковитий смак, легку текстуру, при різанні не кришиться. Іноді використовують для приготування тортів і тістечок. Часто подають як самостійний десерт.

## Характеристика
На відміну від традиційного бісквіта, що не містить жирів, бісквітне тісто з вершковим маслом, олією або кондитерським жиром важко збити в пишну піну, необхідну для отримання пухкої бісквітної текстури. Тому для таких рецептів яєчні білки збивають окремо від жовтків і додають у тісто після змішування інших компонентів. Деякі автори рекомендують додавати в тісто розпушувач, хоча легку і повітряну текстуру шифонового бісквіта досягають завдяки повітрю, що міститься у збитих білках.
На відміну від бісквіта «Женуаз», який виготовляють з вершковим маслом, шифоновий бісквіт містить олію. Високий вміст олії і яєць робить готовий бісквіт вологим, його можна їсти навіть без додаткових просочень. Оскільки олія не твердне навіть при низьких температурах, шифоновий бісквіт не твердне і не сохне набагато довше, ніж класичний бісквіт або Женуаз. Завдяки цій властивості шифоновий бісквіт краще за інших підхожий для кондитерських виробів з охолодженими або замороженими начинками, такими як морозиво або збиті вершки. Водночас відсутність вершкового масла робить смак шифонового бісквіта менш насиченим, ніж у бісквіта «Женуаз».
Шифоновий бісквіт можна пекти в круглих формах для випічки бісквітів, перешаровувати різними начинками й покривати глазур'ю.

## Історія
Шифоновий бісквіт винайшов у 1927 році страховий агент і поціновувач домашньої випічки Гаррі Бейкер (1883—1974), що жив в Огайо. У 1923 році Бейкер потрапив у кримінальну історію і був змушений покинути сім'ю й роботу і виїхати в Лос-Анджелес. Залишившись без засобів до існування, Бейкер зайнявся виробництвом помадки й тортів. Кілька років Бейкер присвятив пошукам рецепта бісквіта, який був би легше і солодше «Їжі янголів». Коли рецепт був знайдений, Бейкер прославився тим, що постачав бісквіти з різними смаками в ресторани мережі «Brown Derby» і забезпечував ними голлівудських знаменитостей. У 1930-ті роки, на вершині підприємницької кар'єри, Гаррі Бейкер працював по 18 годин на добу, випікаючи щодня 48 тортів у дванадцяти печах, які він встановив удома, причому для кожного торту тісто замішував окремо. Бейкер продавав бісквіти по два долари за штуку, тоді як середній заробіток в США не досягав 150 доларів на місяць. Підприємець тримав рецепт у таємниці протягом двадцяти років, таємно вивозячи на віддалені сміттєзвалища порожні пляшки з-під олії. Секрет був розкритий лише в 1947 році, коли Бейкер продав рецепт корпорації General Mills. General Mills придумала бісквіту ефектну назву (від шифонової тканини) і опублікувала рецепт, назвавши публікацію «найбільшою кулінарною новиною за 100 років». У 1950 році в брошурі Бетті Крокер бісквіт назвали легким, як «Їжа янголів» і смачним, як масляний бісквіт.

## Приготування
Для приготування шифонового бісквіта кількість яєчних білків повинна перевищувати кількість жовтків. Яєчні жовтки збивають, підмішують олію, яка не має запаху, і воду. Жовтково-олійну суміш поєднують із цукром, розпушувачем і ароматизаторами (ванілін, лимонна цедра, порошок какао тощо), додають просіяне борошно. Яєчні білки збивають окремо з невеликою кількістю цукру до стану піни й обережно додають у тісто. Важливо, щоб білки були збиті до потрібного рівня: недостатньо міцна піна призводить до того, що бісквіт погано підіймається і виходить щільним; зайва міцна піна робить торт більш великопористим, а верхівка бісквіта при випіканні розтріскується.
Тісто перекладають у незмащену форму для бісквіта й випікають в помірно гарячій печі. Форму з випеченим бісквітом слід остуджувати в перевернутому стані, щоб виріб не осів і середина не провалилася.

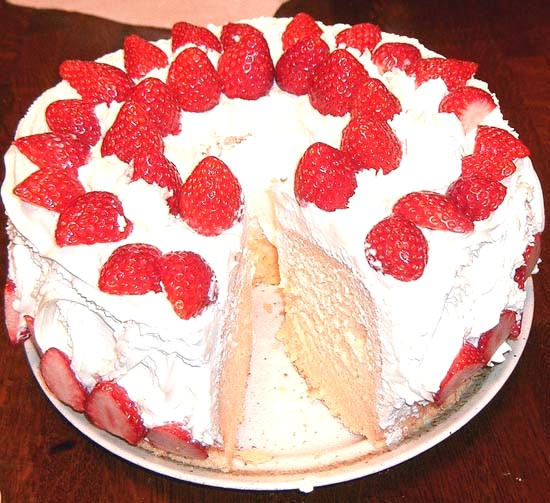
Шифоновий бісквіт з полуницею та вершками
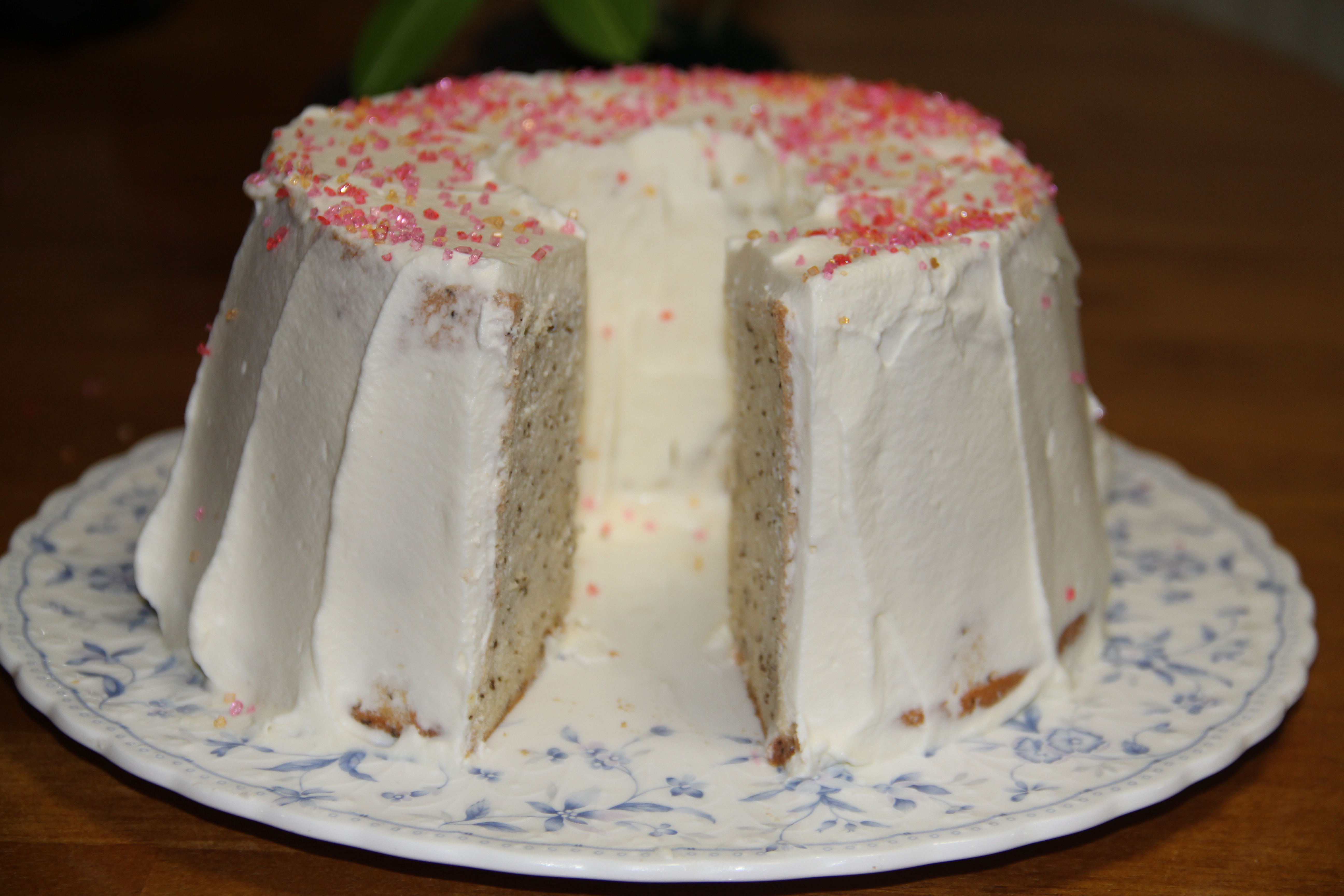
Шифоновий торт з маком
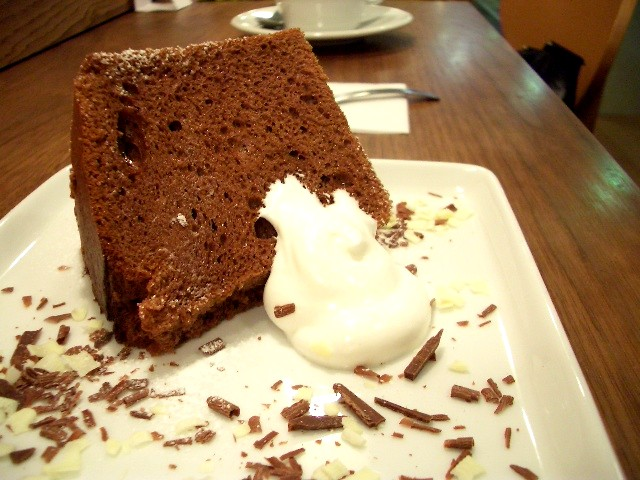
Шоколадний шифоновий бісквіт
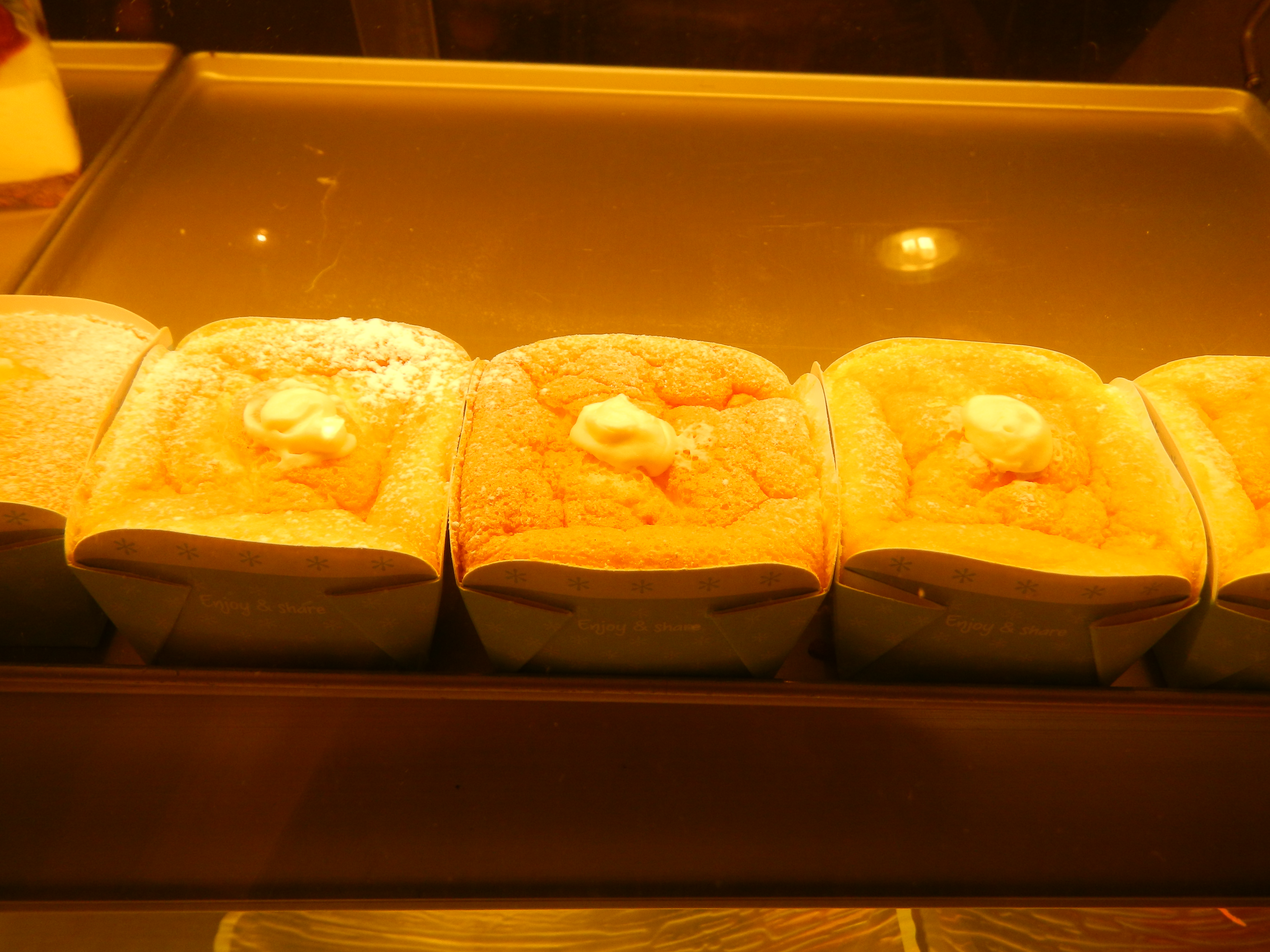
Тістечко «Хоккайдо»: шифоновий бісквіт, заповнений вершками. French Baker (Філіппіни)
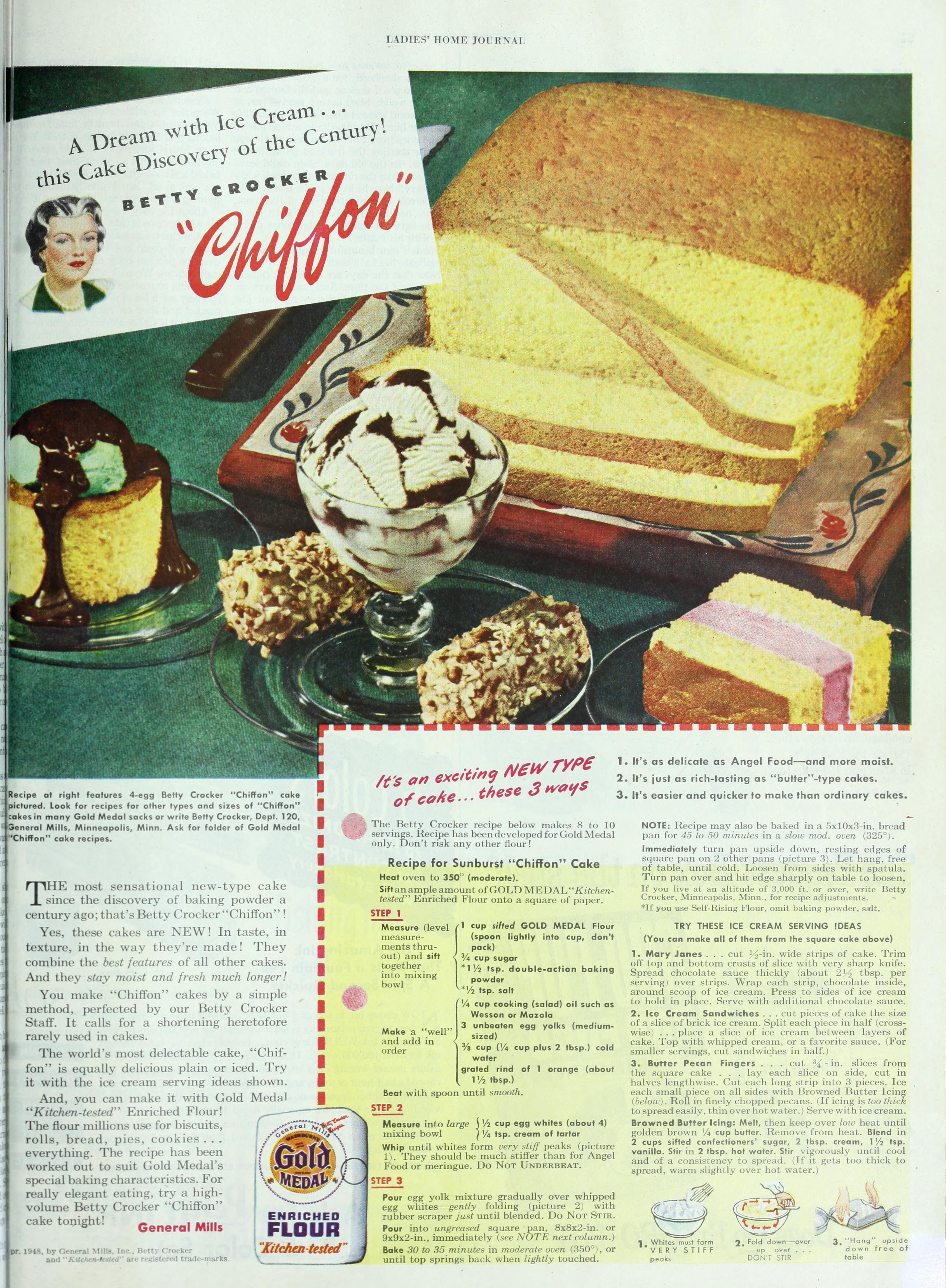
Реклама в журналі «The Ladies' home journal» (1948)